# Tamariu de França
El tamariu (Catalunya, País Valencià), tamarell (Illes Balears) o gatell (Urgell, Rosselló) és el nom comú de Tamarix gallica. És un arbre o arbust caducifoli de la família Tamaricaceae i del gènere Tamarix, el qual comprèn entre 50 i 60 espècies.

## Descripció
Es tracta d'un arbust gran o un arbre petit autòcton de la costa mediterrània (França, Itàlia i Espanya) que ha estat introduït a una gran quantitat de països com Argentina, Brasil, el Regne Unit... Es tracta d'una espècie altament resistent a la gran majoria de condicions climàtiques, siguin glaçades o a la calor. També és resistent a la sequera i a la calç, així que es considera una espècie apta per voreres de mar. Té un nivell de creixement moderat, d'uns 60 a 90 cm per any. Per al seu correcte desenvolupament, requereix exposició al sol. Per tant, no és una planta apta per a llocs d'ombra densa o mitjana. Així i tot, és un arbust que genera una ombra de densitat lleugera. Tampoc és propensa a plagues.

### Taxonomia
Tamarix gallica va ser descrita per Carl von Linné i publicat a Species Plantarum el 1753.

## Fulla i flor

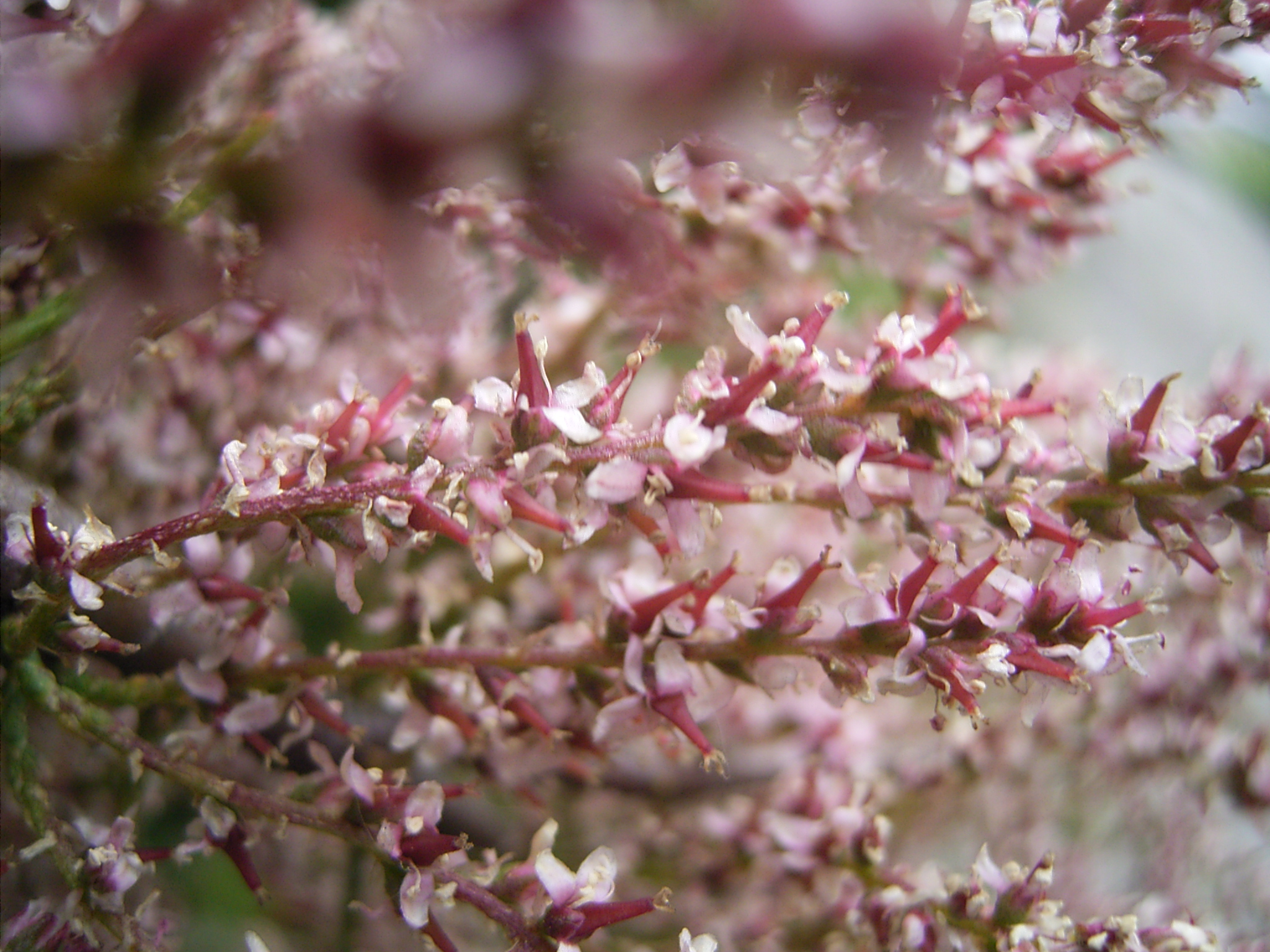
Branca florida de Tamarix gallica

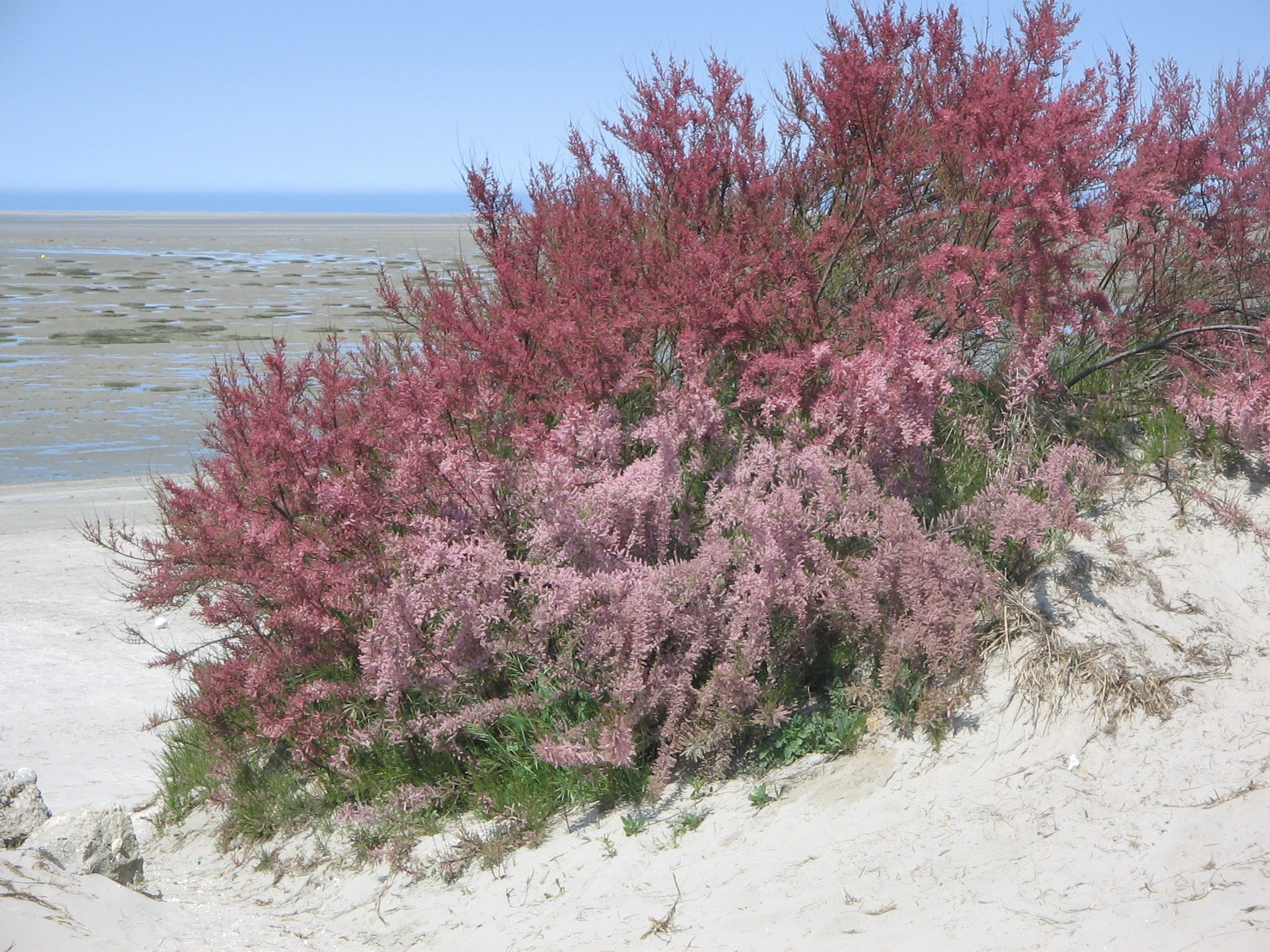
Tamarix gallica en zones costaneres

Tamarix gallica té petites fulles alternes escamiformes que mesuren d'1,5 a 4 mm de color verd glauc. La seva flor conté 5 sèpals de 0,5 a 1 mm i 5 pètals el·líptics d'1,5 a 2 mm i és d'un color blanc o rosat. Està distribuïda en espigues cilíndriques compactes de 4 a 5 cm i apareix simultàniament amb les fulles al mes d'abril i la floració acaba al mes de juliol.

## Usos
És una planta que suporta la salinitat del sòl així, és adequada per a ser usada a jardins propers a vorera de mar, o fins i tot com a planta de vegetalització de zones salades. Així i tot, també pot ser emprada per a crear masses arbustives.

## Tradicions
El tamariu era la planta preferida del déu grec Apol·lo.
Segons la Bíblia, Abraham va plantar un tamariu a Beerxeba i va invocar allí el nom del Senyor, el Déu etern.